# NGC 2188
NGC 2188 este o emission-line galaxy⁠(d) situată în constelația Porumbelul. A fost descoperită în 9 ianuarie 1836 de către John Herschel. Se află la o distanță de 8,39 megaparseci de Pământ.